# Ça plane pour moi
«Ça plane pour moi» (pronunciación en francés: /sa plan puʁ mwa/) es una canción de 1977 del artista belga Plastic Bertrand. A pesar de llevar el crédito Plastic Bertrand, el productor del disco Lou Deprijck dice haber hecho la voz en la canción, aunque Bertrand lo disputa. La canción fue compuesta por Yvan Lacomblez. "Jet Boy, Jet Girl", fue una adaptación grabada en noviembre de 1977 por Elton Motello, tiene la misma pista de fondo. La canción ha tenido versiones de varios artistas, aunque la grabación original de Plastic Bertrand fue la más exitosa, llegando al número 8 en el Reino Unido durante el verano de 1978. Aunque mayoritariamente reconocida como una canción punk, «Ça plane pour moi» ha sido también descrita como punk de parodia. y como new wave.
«Ça plane pour moi» es una expresión francesa que podría ser traducida como «todo va bien para mí» o «me va bien» (literalmente: «se desliza bien para mí»).